# Louis-Jérôme Gohier
Pour les articles homonymes, voir Gohier (homonymie).
Louis Gohier, plus exactement Louis-Jérôme Gohier (né  à Semblançay, en Indre-et-Loire, le 27 février 1746, et mort à Eaubonne, dans le Val-d'Oise, le 29 mai 1830), est un député français, qui est Directeur et président du Directoire lors du coup d'État du 18 brumaire.

## Biographie

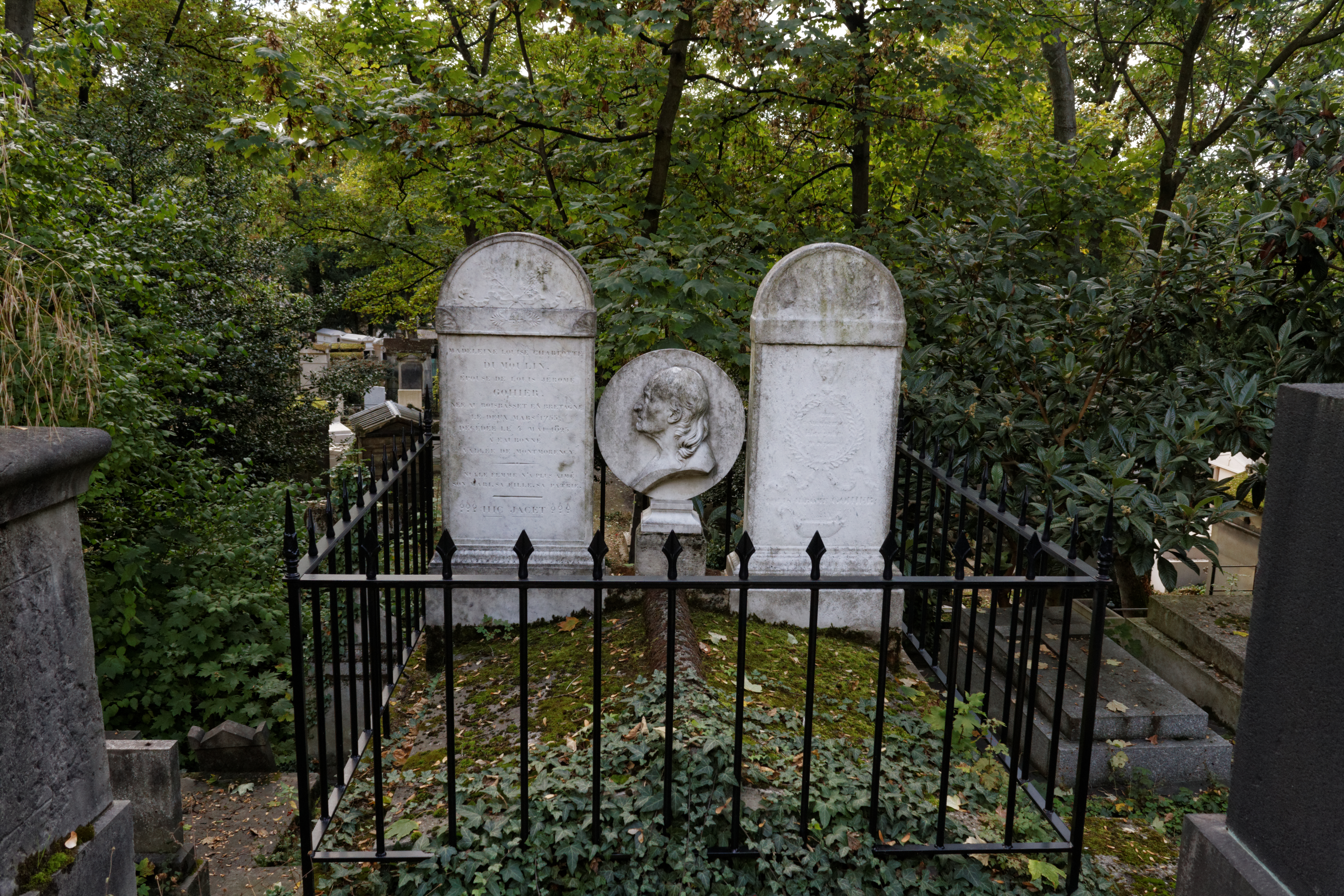
Tombe au cimetière du Père-Lachaise.

Fils d'un notaire royal, Louis-Jérôme Gohier devient avocat au parlement de Bretagne en 1784.
La France devient une monarchie constitutionnelle à la promulgation de la constitution du 3 septembre 1791. Le même mois, Louis-Jérôme Gohier est élu député du département d'Ille-et-Vilaine, le troisième sur dix, à l'Assemblée nationale législative. En août 1792, il vote contre la mise en accusation du marquis de La Fayette.
Secrétaire général du ministre de la Justice en octobre 1792, il remplace Garat à la tête de ce ministère le 20 mars 1793, ceci jusqu'au 20 avril 1794, il y fit preuve d'un grand zèle. Président des Tribunaux Civils puis Criminels, du département de la Seine, il entre au Tribunal de cassation sous le Directoire. Le 18 juin 1799, il remplace Treilhard comme Directeur. Quatre mois et demi plus tard, président du Directoire, lors du 18 brumaire, qu'il n'a su ni prévoir ni empêcher, il refuse de démissionner et sera mis en garde à vue avec Moulin, son collègue directeur. Estimé par Bonaparte (celui-ci le décrit dans ses Mémoires comme « intègre et franc »), il accepte de lui le titre de Consul de France à Amsterdam ; mais en 1810, il refuse la même situation qui lui est proposée aux États-Unis d'Amérique. À partir de cette date, il vivra retiré des affaires publiques.
Il a laissé sur le tard, dans sa vieillesse, des Mémoires, des pièces de théâtre, quelques pièces de vers gauches et laborieuses (vers qualifiés de « fort mauvais » par les contemporains).
Il est inhumé au cimetière du Père-Lachaise (10e division),.
Sa fille unique, Louise Jeanne Madeleine Gohier (née le 28 février 1788 - Rennes), descendante, par sa mère, du célèbre ministre protestant Pierre Dumoulin, épouse le 7 août 1806 aux Pays-Bas, le général Merlin, union sans postérité. Il adopte à titre posthume Marie d'Hervilly, alors artiste-peintre, qui deviendra après son mariage avec Samuel Hahnemann la première femme homéopathe.

## Iconographie
Le Musée Carnavalet à Paris conserve son portrait peint par Jacques-Augustin-Catherine Pajou en 180(2) ou 180(5).
Une médaille à son effigie a été exécutée par Émile Rogat en 1831. Un exemplaire en est conservé au musée Carnavalet (ND 279).

## Citation
- « Les esclaves n’ont point d’état civil. L’homme libre seul a une cité, une patrie : lui seul naît, vit et meurt en citoyen. Tous les actes relatifs à sa naissance, à son mariage et à son décès doivent donc annoncer ce grand caractère. » [6]